# Рододендрон канадский

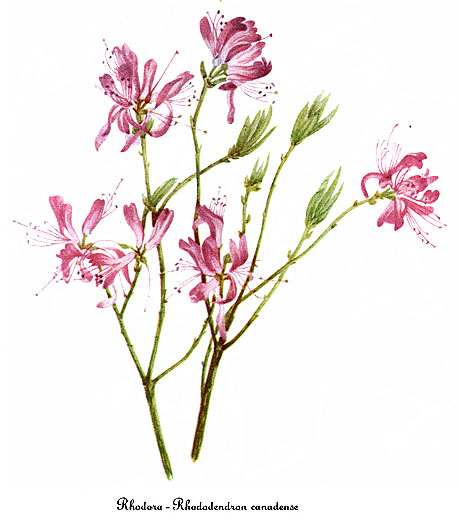
Rhododendron canadense. Ботаническая иллюстрация Уолкотт, Мэри Во (Mary Vaux Walcott, 1860—1940)

Рододе́ндрон канадский (лат. Rhododéndron canadense) — листопадный кустарник, вид секции Rhodora, подрода Pentanthera, рода Рододендрон (Rhododendron), семейства Вересковые (Ericaceae).
Используется в качестве декоративного садового растения.

## Распространение и экология
Восточная часть Северной Америки от Ньюфаундленда и Лабрадора до Нью-Йорка и Пенсильвании. Растёт в долинах рек, на болотах и в заболоченных местах, хвойных и смешанных лесах, на открытых скалистых участках, на высотах от 0 до 1900 метров над уровнем моря. Один из немногих видов листопадных рододендронов, чей ареал заходит далеко на север.

## Ботаническое описание
Листопадный ветвистый кустарничек или кустарник высотой до 1 метра, шириной до 1,2 м. Побеги тонкие, молодые опушённые, ярко-желтовато-красные, позднее серовато-бурые, часто с налётом.
Листья от эллиптических до продолговато-эллиптических, длиной 2—5 см, шириной 0,8—1,8 см, заострённые или туповатые, с клиновидным основанием, по краю реснитчатые, края листьев немного закручены, сверху тускло-синевато-зелёные, тонкоопушённые по средней жилке, снизу сизые, тонкоопушённые.
Цветки по 3—7, распускаются до появления листьев. Цветоножки длиной 3—7 см, сизые. Чашечка маленькая. Венчик розовато-пурпурный или пурпурно-фиолетовый, двугубый, с рассеченной почти до основания нижней губой, поэтому кажется, что состоит он из лепестков. Тычинок 10, неодинаковой длины, нити их в нижней части опушенные. Завязь опушенная и слегка железистая. Аромат отсутствует.
Цветёт в мае — июне.
Плод — коробочка, семена мелкие, многочисленные.

## В культуре
В культуре известен с 1756 года. Помимо обычной формы в культуре присутствуют белоцветковая и розовоцветковая. На территории природного ареала рододендрон канадский встречается, в основном, на берегах ручьев и болот. Севернее он неплохо себя чувствует и в более сухих местах. В заболоченной местности он может образовывать заросли высотой в метр, наподобие растущего в наших краях багульника. Канадский рододендрон расцветает раньше других азалий, ещё до распускания листьев, маленькими, но очень красивыми цветками. В период цветения такая заросль может представлять собой потрясающий вид на фоне довольно монотонного северного хвойного леса.
Выдерживает понижения температуры до −32 °С. В условиях умеренно-континентального климата и в Нижегородской области зимостоек. Цветёт регулярно. Семена вызревают. Полностью зимостоек и хорошо развивается в климатических условиях Санкт-Петербурга и юга Финляндии.
При культивировании требует очень влажной, рыхлой, слабокислой почвы (pH 5,1—6,4).
Используется в садах и парках северо-западной лесной зоны европейской части России. Рекомендуется посадка на опушках, в группах и на каменистых участках.
В ГБС с 1964 года. Растёт сравнительно быстро, ежегодный прирост 6—8 см. Цветёт с 3 лет, обильно, в условиях Москвы примерно с 15 мая по 10 июня в течение 25 дней. Плодоношение с 4—5 лет, семена созревают в конце сентября — в октябре, ежегодно и в большом количестве. При обработке стимуляторами корнеобразования укореняется др 93 % черенков.
Семена хранят в бумажных пакетах или в плотно закупоренных стеклянных сосудах в сухом неотапливаемом помещении. Всхожесть сохраняется 2 года. В стратификации не нуждаются. Семена высевают в декабре-феврале в тепличных условиях при 18 — 20 °С без заделки в почву.